# Саакян Бако Саакович
Бако́ Саа́кович Саакя́н (вірм. Բակո Սահակյան Սահակի; нао. 30 серпня 1960, Степанакерт, Нагірно-Карабаська автономна область, Азербайджанська РСР) — так званий «президент» невизнаної НКР з 19 липня 2007 року по 21 травня 2020 р.

## Життєпис
Народився 30 серпня 1960 року в місті Степанакерті.
- 1977 — закінчив Степанакертську середню школу № 1.
- 1978—1980 — прпроходив строкову службу в Радянській армії.
- 1981 — прийнятий на роботу слюсарем-механіком в Степанакертському виробничо-механізованому комбінаті № 9.
- 1982 — переведений у Степанакертський комбінат будматеріалів як працівник з подрібнення каміння.
- 1983—1987 — майстер-реставратор в Степанакертському філіалі наукового управління з відновлення старовинних пам'ятників.
- 1987—1990 — працював в обласному управління постачання як постачальник.
- З 1988 — відомий як один з активістів Арцаського руху.
- 1990 — вступив у ряди сил самооборони НКР.
- 1992—1993 — заступник начальника комітету сил самооборони НКР з тилу.
- 1993—1995 — начальник штабу з тилу.
- 1995—1996 — заступник командувача армії оборони НКР із зовнішніх зв'язків.
- 1996—1997 — заступник командира 10-ї гірськострілецької дивізії АО НК з тилу.
- 1997—1999 — помічник міністра внутрішніх справ та національної безпеки Вірменії.
- 1999—2001 — «міністр» внутрішніх справ НКР.
- 2001—2007 — «міністр» національної безпеки НКР.
- 19 липня 2007 — був обраний «президентом» НКР[1].

У жовтні 2023 року, під час вирішальної війни в Карабасі, затриманий владою Азербайджану з іншим колишнім «президентом» Нагірного Карабаху Аркадіжм Гукасяном та «головою парламенту» Давидом Ішханяном, їх було доставлено до Баку.

## Інші дані
- Нагороджений орденами «Бойовий хрест» 1-го ступеня, «Спарапет Вазген Саркісян» 1-го ступеня, медаллю «За заслуги перед Вітчизною» 1-го ступеня, орденом «Петро Великий» 1-го ступеня, іншими нагородами.
- Закінчив юридичний факультет Арцаського державного університету. Є дійсним членом Академії з питань безпеки, оборони та законності.

## Цікавий факт
28 вересня 2010 р. на питання української журналістки Ірини Ковальчук яка допомога потрібна від України, «президент» НКР Саакян відповів:

«Україна дуже дружня для Карабаху країна. На жаль, ми не маємо зв'язків з Україною в цілому. Нам би хотілося налагодити економічне, культурне, освітнє співробітництво. Ми не маємо офіційних стосунків ні з США, ні з РФ, ні з ЄС. Я особисто не знайомий ні з Медведєвим, ні з Януковичем».